# Лунда Булулу
Вінсент де Поль Лунда Булулу (нар. 15 жовтня 1942) — заїрський політик, обіймав відновлену посаду прем'єр-міністра країни у 1990–1991 роках.